# José de La Cruz Benítez
José de La Cruz Benítez Santa Cruz, ou simplesmente Benítez (Assunção, 3 de maio de 1952), é um ex-futebolista paraguaio que atuava como goleiro.

## Carreira
Benitez iniciou a carreira nas categorias de base do Olímpia em 1966. Foi promovido ao time principal da equipe paraguaia em 1971. No mesmo ano conquistou o título Sul-Americano Sub-20 pela Seleção do Paraguai.
Em 1974, uma bursite no cotovelo direito o tirou do time e no ano seguinte ficou afastado após uma ruptura nos meniscos do joelho direito.
Pelo clube, foi Campeão paraguaio nas edições de 1971 e 1975.
Transferiu-se para o Internacional de Porto Alegre em 1977, após defender o Paraguai em uma partida contra a Seleção Brasileira pelas Eliminatórias para a Copa do Mundo de 1978. 
Inicialmente, não emplacou no alvirrubro, a ponto de, na temporada de 1978, ser emprestado ao Palmeiras. Ao todo, o goleiro fez 24 jogos pelo clube (13 vitórias, 8 empates e 3 derrotas) e sofreu apenas 13 gols.
Quando voltou a Porto Alegre, assumiu a titularidade do gol colorado.
No Inter, Benitez conquistou três títulos gaúchos e o Campeonato Brasileiro invicto de 1979. Também ganhou a Bola de Prata da revista Placar em 1981.
Em 4 de dezembro de 1983, Benitez sofreu um grave acidente em campo, durante um amistoso, quando chocou-se contra um adversário e teve uma grave contusão na medula. Após meses de tratamento intensivo, o goleiro recebeu alta amparado por uma cadeira de rodas. Logo, teve de abandonar a carreira.
Depois de terminar a carreira de atleta, permaneceu mais sete anos no Inter, como preparador de goleiros. Também fez carreira de técnico em diversos clubes do interior gaúcho (São José, Glória, Brasil de Farroupilha, entre outros).
Em 18 de outubro de 2022, recebeu o título de Cidadão de Porto Alegre.

## Títulos
Seleção
- Campeão Sul-Americano Sub-20: 1971

Olímpia-PAR
- Campeão Paraguaio: 1971 e 1975

Internacional
- Campeão Brasileiro: 1979
- Campeão Gaúcho: 1981, 1982 e 1983